# その壁を砕け
『その壁を砕け』（そのかべをくだけ）は、1959年6月23日に公開された日本の映画作品（白黒映画）。製作・配給は日活。監督は中平康で、新藤兼人が脚本を担当している。画面サイズは日活スコープを採用した。
刑事事件に無実の容疑で逮捕された主人公が、周囲の人物の行動により冤罪と判明するまでを描く、社会派サスペンス映画である。

## あらすじ
渡辺三郎は、東京で自動車修理工として働いて稼いだ金で新車を買い、新潟で事業を立ち上げるため、自動車を走らせる。新潟には婚約者のとし江も待っていた。三郎は新潟近くの柿木で男を一人乗せて降ろすが、その近くの郵便局で強盗殺人事件があり、容疑者として逮捕された三郎は、被害者の妻に面通しさせられ、犯人だと言われる。とし江は三郎と会い、冤罪を晴らすため鮫島という優秀な弁護士を頼み、費用のために働く。とし江に会った警官・竜夫は疑念を抱くが、一人の青年が隠しておいたバッグを持ち出すのを見つけ、上野まで追跡する。青年は愚連隊に殺され、バッグには盗まれたのと同額の金があった。さらに竜夫は、事件があった家で離縁になった嫁が佐渡で旧知の男と結婚しているのを知り、疑いを深める。捜査はやり直され、三郎の冤罪は晴れる。

## キャスト[4]
- 渡辺三郎: 小高雄二
- 森山竜夫: 長門裕之
- 道田とし江: 芦川いづみ
- 富永清美: 沢井保男
- 谷川徳蔵: 二木草之助
- 妻民子: 岸輝子
- 嫁咲子: 渡辺美佐子
- 咲子の結婚相手: 神山繁
- 警察署長: 清水将夫
- 刑事部長: 西村晃
- 鮫島卓次: 芦田伸介
- 裁判長: 信欣三
- 裁判官A: 大滝秀治
- 裁判官B: 庄司永建
- 主任検事: 鈴木瑞穂
- 相生署の刑事A: 下條正巳
- 相生署の刑事B: 下元勉

## スタッフ
- 企画: 大塚和
- 監督: 中平康
- 助監督: 西村昭五郎
- 脚本: 新藤兼人
- 撮影: 姫田真佐久
- 音楽: 伊福部昭
- 美術: 千葉一彦

## 同時上映
- 『かわいい女』